# Typhlops caymanensis
Typhlops caymanensis là một loài rắn trong họ Typhlopidae. Loài này được Sackett mô tả khoa học đầu tiên năm 1940.